# Seninho
Arsénio Rodrigues Jardim (Lubango, 1 de julio de 1949 – Oporto, 4 de julio de 2020) más conocido como Seninho, fue un futbolista profesional portugués que jugó en la posición de delantero.

## Carrera
Seninho nació en Lubango, Angola. En Portugal solamente jugó con el FC Porto, debutando en la Primeira Liga en la temporada 1969-70, que terminó con 18 partidos y seis goles para ayudar a su equipo a llegar a la novena posición. Ganó el único campeonato nacional de su carrera con el club en 1978, contribuyendo con cuatro goles.
Posteriormente, a los 29 años, Seninho se trasladó a los Estados Unidos, donde permaneció hasta su jubilación, jugando cinco años con el Cosmos de Nueva York y dos con el Chicago Sting y ganando la North American Soccer League con ambos equipos.

### Fallecimiento
Seninho falleció el 4 de julio de 2020 tras ingresar en estado grave al Hospital Universitario São João de Oporto.

## Palmarés
Porto
- Primeira Liga: 1977–78
- Taça de Portugal: 1976–77

Cosmos de Nueva York
- North American Soccer League: 1978, 1980, 1982

Chicago Sting
- North American Soccer League: 1984